# Liga de Beisebol Profissional Roberto Clemente
A Liga de Béisbol Profesional Roberto Clemente(ou Liga de Beisebol Profissional Roberto Clemente) é a liga de maior nível de Beisebol profissional em Porto Rico, disputada desde 1938. A liga é composta por sete times regionais que disputam anualmente o título máximo do beisebol nacional. Ao final da temporada, o time que for campeão representará Porto Rico na Série do Caribe de Beisebol, competindo com outros times campeões da Venezuela, República Dominicana, México, Colômbia e Panamá(o país tem 16 títulos do torneio continental). 

## História
A liga nasceu em 1938 com o nome de "Liga Semi-Pro de Béisbol de Puerto Rico" contando com a participação de seis times, Criollos de Caguas, Grises de Humacao, Indios de Mayagüez, Piratas Kofresí de Ponce, Senadores de San Juan e Venerables de Guayama. Já em 1939 a liga foi expandida com a incorporação dos Tiburones de Aguadilla e dos Cangrejeros de Santurce, este ultimo se tornou o primeiro time porto-riquenho a ganhar uma Série do Caribe de Beisebol em 1951 na cidade de Caracas. 
A liga é jogada continuamente desde sua criação em 1938, com exceção à temporada de 2007-08 quando o torneio foi cancelado devido à falta de torcedores. 

## Campeões
| Temporada | Equipe campeã                |
| --------- | ---------------------------- |
| 1938-39   | Brujos de Guayama (1)        |
| 1939-40   | Brujos de Guayama (2)        |
| 1940-41   | Criollos de Caguas (1)       |
| 1941-42   | Leones de Ponce (1)          |
| 1942-43   | Leones de Ponce (2)          |
| 1943-44   | Leones de Ponce (3)          |
| 1944-45   | Leones de Ponce (4)          |
| 1945-46   | Senadores de San Juan (1)    |
| 1946-47   | Leones de Ponce (5)          |
| 1947-48   | Criollos de Caguas (2)       |
| 1948-49   | Indios de Mayagüez (1)       |
| 1949-50   | Criollos de Caguas (3)       |
| 1950-51   | Cangrejeros de Santurce (1)  |
| 1951-52   | Senadores de San Juan (2)    |
| 1952-53   | Cangrejeros de Santurce (2)  |
| 1953-54   | Criollos de Caguas (4)       |
| 1954-55   | Cangrejeros de Santurce (3)  |
| 1955-56   | Criollos de Caguas (5)       |
| 1956-57   | Indios de Mayagüez (2)       |
| 1957-58   | Criollos de Caguas (6)       |
| 1958-59   | Cangrejeros de Santurce (4)  |
| 1959-60   | Criollos de Caguas (7)       |
| 1960-61   | Senadores de San Juan (3)    |
| 1961-62   | Cangrejeros de Santurce (5)  |
| 1962-63   | Indios de Mayagüez (3)       |
| 1963-64   | Senadores de San Juan (4)    |
| 1964-65   | Cangrejeros de Santurce (6)  |
| 1965-66   | Indios de Mayagüez (4)       |
| 1966-67   | Cangrejeros de Santurce (7)  |
| 1967-68   | Criollos de Caguas (8)       |
| 1968-69   | Leones de Ponce (6)          |
| 1969-70   | Leones de Ponce (7)          |
| 1970-71   | Cangrejeros de Santurce (8)  |
| 1971-72   | Leones de Ponce (8)          |
| 1972-73   | Cangrejeros de Santurce (9)  |
| 1973-74   | Criollos de Caguas (9)       |
| 1974-75   | Vaqueros de Bayamón (1)      |
| 1975-76   | Vaqueros de Bayamón (2)      |
| 1976-77   | Criollos de Caguas (10)      |
| 1977-78   | Indios de Mayagüez (5)       |
| 1978-79   | Criollos de Caguas (11)      |
| 1979-80   | Vaqueros de Bayamón (3)      |
| 1980-81   | Criollos de Caguas (12)      |
| 1981-82   | Leones de Ponce (9)          |
| 1982-83   | Lobos de Arecibo (1)         |
| 1983-84   | Indios de Mayagüez (6)       |
| 1984-85   | Senadores de San Juan (5)    |
| 1985-86   | Indios de Mayagüez (7)       |
| 1986-87   | Criollos de Caguas (13)      |
| 1987-88   | Indios de Mayagüez (8)       |
| 1988-89   | Indios de Mayagüez (9)       |
| 1989-90   | Senadores de San Juan (6)    |
| 1990-91   | Cangrejeros de Santurce (10) |
| 1991-92   | Indios de Mayagüez (10)      |
| 1992-93   | Cangrejeros de Santurce (11) |
| 1993-94   | Senadores de San Juan (7)    |
| 1994-95   | Senadores de San Juan (8)    |
| 1995-96   | Lobos de Arecibo (2)         |
| 1996-97   | Indios de Mayagüez (11)      |
| 1997-98   | Indios de Mayagüez (12)      |
| 1998-99   | Indios de Mayagüez (13)      |
| 1999-00   | Cangrejeros de Santurce (12) |
| 2000-01   | Criollos de Caguas (14)      |
| 2001-02   | Vaqueros de Bayamón (4)      |
| 2002-03   | Indios de Mayagüez (14)      |
| 2003-04   | Leones de Ponce (10)         |
| 2004-05   | Indios de Mayagüez (15)      |
| 2005-06   | Gigantes de Carolina (1)     |
| 2006-07   | Gigantes de Carolina (2)     |
| 2007-08   | Temporada cancelada          |
| 2008-09   | Leones de Ponce (11)         |
| 2009-10   | Indios de Mayagüez (16)      |
| 2010-11   | Criollos de Caguas (15)      |
| 2011-12   | Indios de Mayagüez (17)      |
| 2012-13   | Criollos de Caguas (16)      |
| 2013-14   | Indios de Mayagüez (18)      |
| 2014-15   | Cangrejeros de Santurce (13) |
| 2015-16   | Cangrejeros de Santurce (14) |
| 2016-17   | Criollos de Caguas (17)      |
| 2017-18   | Criollos de Caguas (18)      |
| 2018-19   | Cangrejeros de Santurce (15) |
| 2019-20   | Cangrejeros de Santurce (16) |
| 2020-21   | Caguas (19) – Mayagüez 4–0   |

### Títulos por Equipe
| Equipe                  | Campeão |
| ----------------------- | ------- |
| Criollos de Caguas      | 19      |
| Indios de Mayagüez      | 18      |
| Cangrejeros de Santurce | 16      |
| Leones de Ponce         | 11      |
| Senadores de San Juan   | 8       |
| Vaqueros de Bayamón     | 4       |
| Brujos de Guayama       | 2       |
| Lobos de Arecibo        | 2       |
| Gigantes de Carolina    | 2       |

### Classificação Histórica
| Pos. | Equipe                  | Temporadas | Jogos | Vitórias | Derrotas | Pct  |
| ---- | ----------------------- | ---------- | ----- | -------- | -------- | ---- |
| 1    | Criollos de Caguas      | 76         | 4,204 | 2,241    | 1,963    | .533 |
| 2    | Cangrejeros de Santurce | 72         | 4,193 | 2,193    | 2,000    | .523 |
| 3    | Leones de Ponce         | 75         | 4,351 | 2,160    | 2,191    | .496 |
| 4    | Indios de Mayaguez      | 78         | 4,448 | 2,139    | 2,309    | .481 |
| 5    | Senadores de San Juan   | 51         | 3,347 | 1,704    | 1,643    | .509 |
| 6    | Lobos de Arecibo        | 42         | 2,384 | 1,083    | 1,301    | .454 |
| 7    | Vaqueros de Bayamon     | 13         | 751   | 393      | 358      | .523 |
| 8    | Gigantes de Carolina    | 16         | 695   | 329      | 366      | .473 |
| 9    | Tiburones de Aguadilla  | 0          | 524   | 200      | 324      | .382 |
| 10   | Brujos de Guayama       | 0          | 181   | 119      | 62       | .657 |
| 11   | Atenienses de Manatí    | 4          | 164   | 71       | 93       | .433 |
| 12   | Grises de Humacao       | 0          | 168   | 69       | 99       | .411 |

### Séries do Caribe
A Série do Caribe de Beisebol é uma competição de beisebol que anualmente reúne os campeões das ligas de inverno profissionais de beisebol no continente americano, concentrados na região do Caribe. 
| Equipe                  | Títulos | Vice-campeonatos | Anos Campeão (Série)         | Anos Vice-campeão                  |
| ----------------------- | ------- | ---------------- | ---------------------------- | ---------------------------------- |
| Criollos de Caguas      | 5       | 4                | 1954, 1974, 1987, 2017, 2018 | 1950, 1956, 1958, 2011             |
| Cangrejeros de Santurce | 5       | 0                | 1951, 1953, 1955, 1993, 2000 | -                                  |
| Indios de Mayagüez      | 2       | 6                | 1978, 1992                   | 1989, 1998, 1999, 2003, 2010, 2014 |
| Leones del Ponce        | 1       | 2                | 1972                         | 1970, 1982                         |
| Lobos de Arecibo        | 1       | 1                | 1983                         | 1996                               |
| Vaqueros de Bayamón     | 1       | 0                | 1975                         | -                                  |
| Senadores de San Juan   | 1       | 0                | 1995                         | -                                  |
| Gigantes de Carolina    | 0       | 1                | -                            | 2007                               |